# ایریت زیفر
ایریت زیفر (عبری: עירית ציפר‎ ; متولد ۱۹۵۴)، پژوهشگر تاریخ هنر و باستان‌شناس اسرائیلی است.
ایریت مارگیت زیفر در تل آویو به دنیا آمد. او متصدی بخش سرامیک و مس در موزه ارتز رمت اویو در نزدیکی تل آویو است.
حوزهٔ تخصصی او نمادها و معانی آن‌ها در فرهنگ و هنر دوران باستان است، تمرکز او به ویژه بر نحوهٔ استفاده از نمادها توسط قدرت‌های سیاسی.
او با روزنامه‌نگار بنی زیفر ازدواج کرده‌است.